# Eparhije Crnogorske pravoslavne Crkve 1876. – 1918.
Eparhije autokefalne Crnogorske pravoslavne Crkve od 1876. do 1918. (godina de facto ukinuća Crnogorske pravoslavne Crkve) su bile:
- Arhiepiskopija cetinjska
- Zahumsko-raška eparhija
- Pećka mitropolija

Nakon pobjeda u ratu protiv Osmanlijskoga Carstva 1876. – 1878. i velikog teritorijalnog uvećanja crnogorske države, podijeljena je Crnogorska pravoslavna Crkva na dvije upravne oblasti – eparhije: Arhiepiskopija cetinjska (još u literaturi nazivanu i Mitropolijska, Arhiepiskopska, Crnogorska eparhija), sa sjedištem na Cetinju, te Zahumsko-rašku sa sjedištem u manastiru Ostrog (blizu Danilovgrada). 
Nakon oslobađana Peći, tijekom Prvog balkanskog rata, kada su i dijelovi Kosova pripojeni Kraljevini Crnoj Gori, oformljena je i treća eparhija – Pećka eparhija. Na čelu eparhija Crnogorske Crkve 1878. – 1918. su bili:
- Arhiepiskopija cetinjska
- 1876. – 1882. mitropolit Ilarion Roganović;
- 1882. – 1884. mitropolit Visarion Ljubiša;
- 1884. – 1918. mitropolit Mitrofan Ban.

- Zahumsko – raška eparhija
- 1876. – 1882. mitropolit Visarion Ljubiša;
- 1882. – 1884. mitropolit Mitrofan Ban;
- 1884. – 1908. eparhijom administrirao mitropolit Mitrofan;
- 1908. – 1918. episkop Kiril Mitrović.

- Pećka mitropolija
- 1912. – 1918. episkop Gavrilo Dožić.